# مسجد جامع قروه

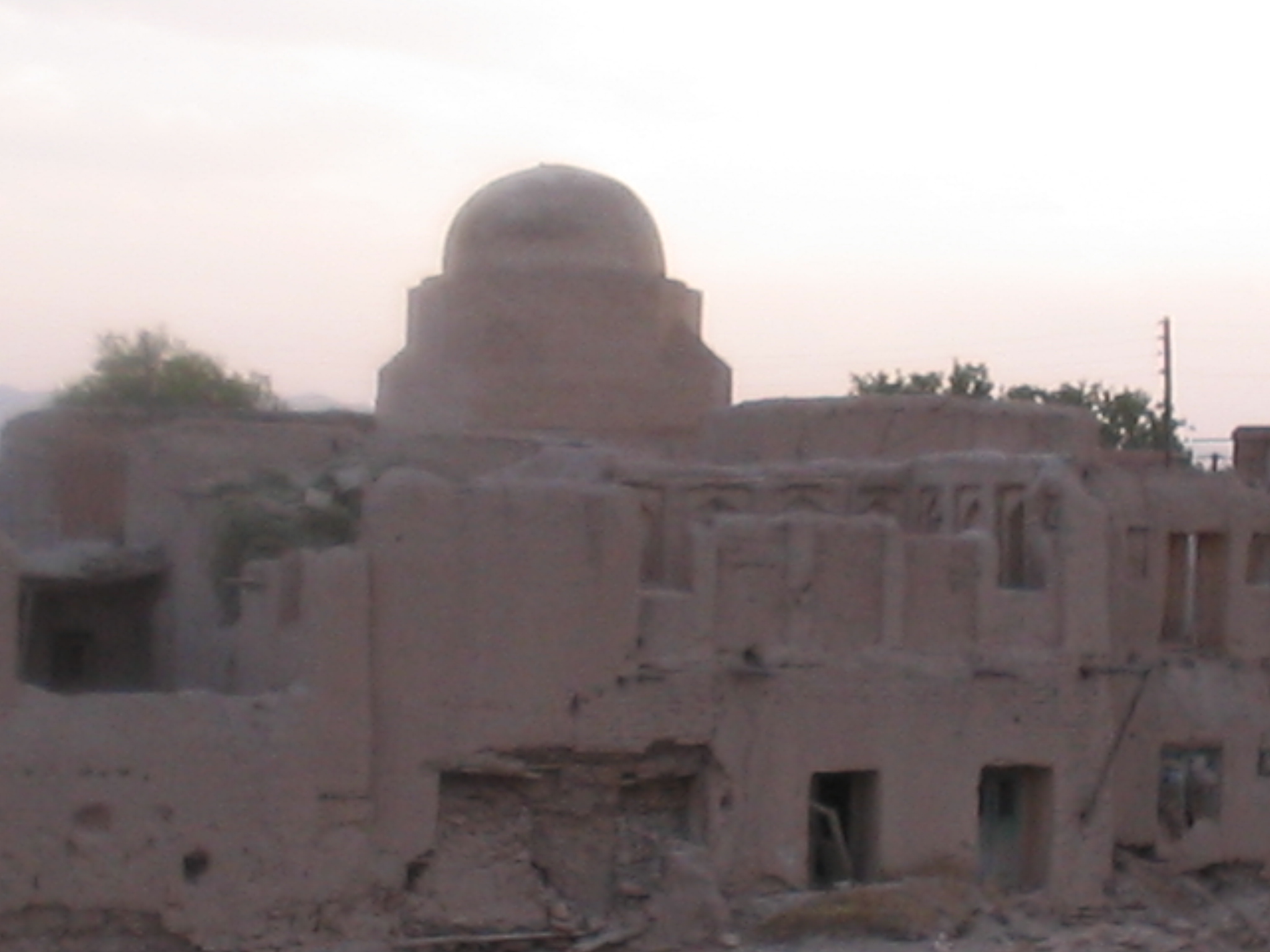
مسجد جامع قروه

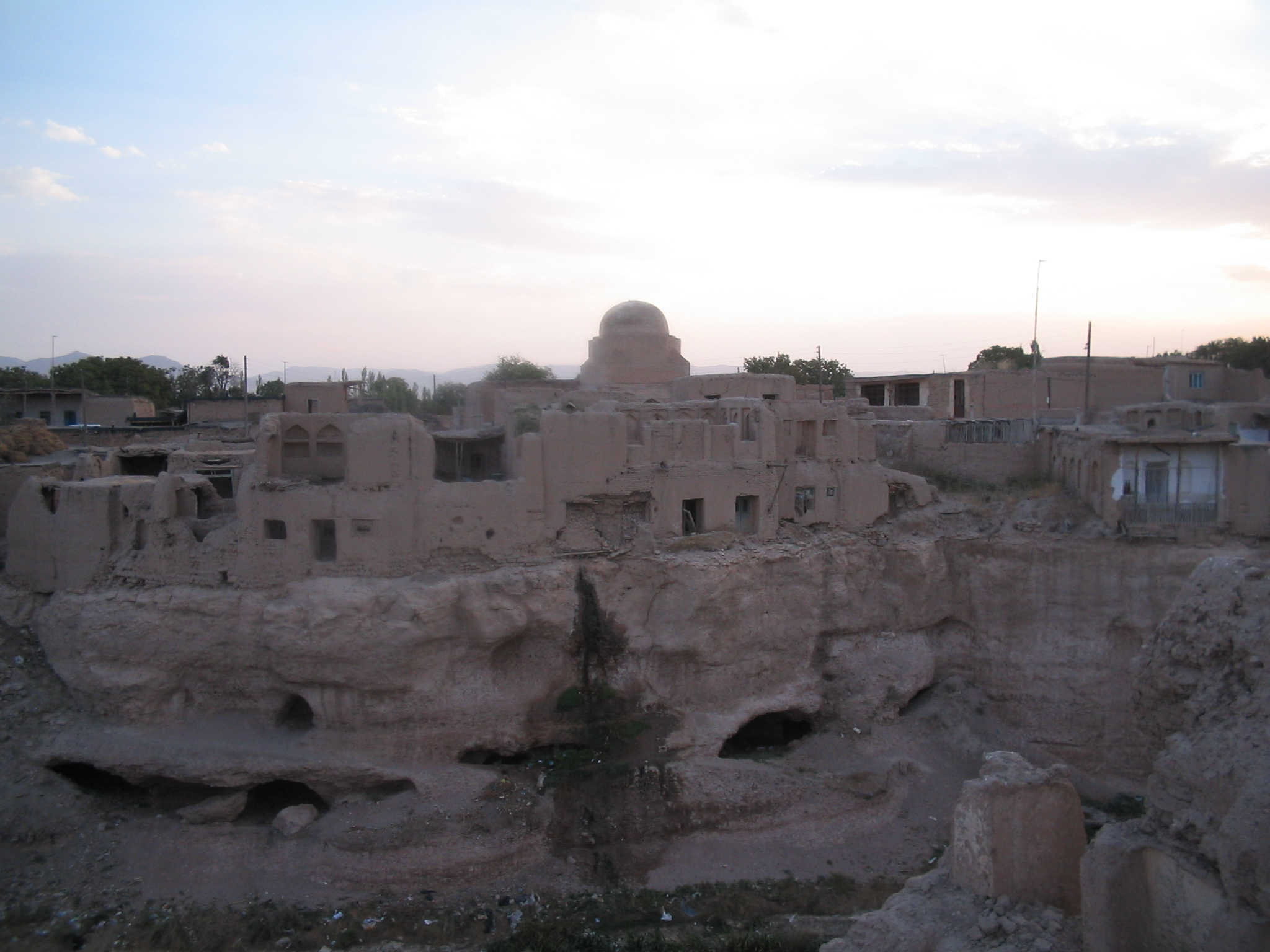
مسجد جامع قروه نمای دور

مسجد جامع روستای قروه یکی از بناهای تاریخی روستای قروه (Qervah) در کیلومتر ۱۵ جاده ترانزیتی ابهرـتاکستان است. این مسجد که به مسجد جمعه نیز معروف می‌باشد از آثار دوران سلجوقی (قرن پنجم هجری قمری) است که همانند مساجد دوران سلجوقی به سبک چهار ایوانی ساخته شده است و گنبد زیبای آن بر چهار فیلپوش استوار است. فضای اصلی مسجد، صحن گنبدداری است که دو شبستان را در غرب و شرق خود جای داده است.
مسجد جامع به واسطه تزئیناتی از قبیل گچ‌بری و دو کتیبه در زیر فیلپوش‌ها مزین گردیده که کتیبه‌های مزبور تاریخ ساخت مسجد را در سال ۴۱۳ ه‍.ق و تاریخ مرمت بنا را در سال ۵۷۵ ه‍.ق بیان می‌نماید. بنای مسجد جامع در تاریخ ۱۳۴۱/۱۲/۰۵ به شماره ۴۳۳ در فهرست آثار تاریخی کشور به ثبت رسید؛ و همچنین هیئت‌های خارجی به سرپرستی آقای ام ای وی ور، گلایس و خانم هلن تحقیقات و پژوهشهایی در خصوص بنا انجام داده‌اند که نتایج آن در دست نیست.
مسجد جامع قروه، یکی از بناهای تاریخی ارزشمند منطقه ابررود (رود کبیر) است. در قلب روستا مسجد جامع از آثار ارزشمند دوران سلجوقی (قرن پنجم هجری قمری) است که همانند مساجد دوران سلجوقی به سبک چهارتاق ساخته شده است و گنبد بسیار زیبایی بر اضلاع چهارگانه، با چهار فیلپوش استوار است. این مسجد از آثار بسیار ارزشمند است و قابل مقایسه با شبستانهای مسجد جامع قزوین و کابل استمسجد قروه که به مسجد جمعه نیز معروف می‌باشد، با قدمت یک هزار سال در ۱۸ کیلومتری شرق شهرستان ابهر قرار دارد. فضای اصلی مسجد، صحن گنبدداری است که دو شبستان را در غرب و شرق خود جای داده است. تزئینات برجای مانده در این بنا شامل کتیبه‌ای به خط ثلث مزین به نگاره‌های گیاهی (سنه۵۸۵ ه‍.ق) در پای فیلپوشها و کتیبه به خط نسخ بر فراز محراب (سنه۴۱۳ ه‍.ق) همراه با ترنجهای درهم بافته شده گچی و سطوح زیبا با طرحهای آجرچینی، این مسجد دوره سلجوقی را تبدیل یه یکی از شاهکارهای هنری قرون میانی اسلامی ساخته است
با عنایت به تحقیقات انجام یافته می‌توان اظهار داشت بنای مسجد جامع با استفاده از مصالح بنای قدیمی، به جای بنای قبلی در تاریخ ۴۱۳ ه‍.ق احداث گردیده است بنا از سه قسمت اصلی گنبد خانه و شبستان در اضلاع شرقی و غربی تشکیل یافته است که بعد از گذشت زمان و بر اثر عوامل طبیعی و غیرطبیعی تخریب گردید، و مجدداً در تاریخ ۵۷۵ ه‍.ق مورد مرمت و باسازی قرار می‌گیرد. شایان ذکر است که در حین گمانه زنی یک لایه از خاکستر همراه با زغال به قطر ۴ سانتی‌متر بدست آمد که نمونه‌های آن جهت انجام آزمایش‌های کربن ۱۴ به آزمایشگاه مرکزی ارسال گردیده است.
آخرین امام جمعه و جماعت این مسجد آیة الحق آقامیر سیدابوالفضل حسینی بوده.

## تزئینات

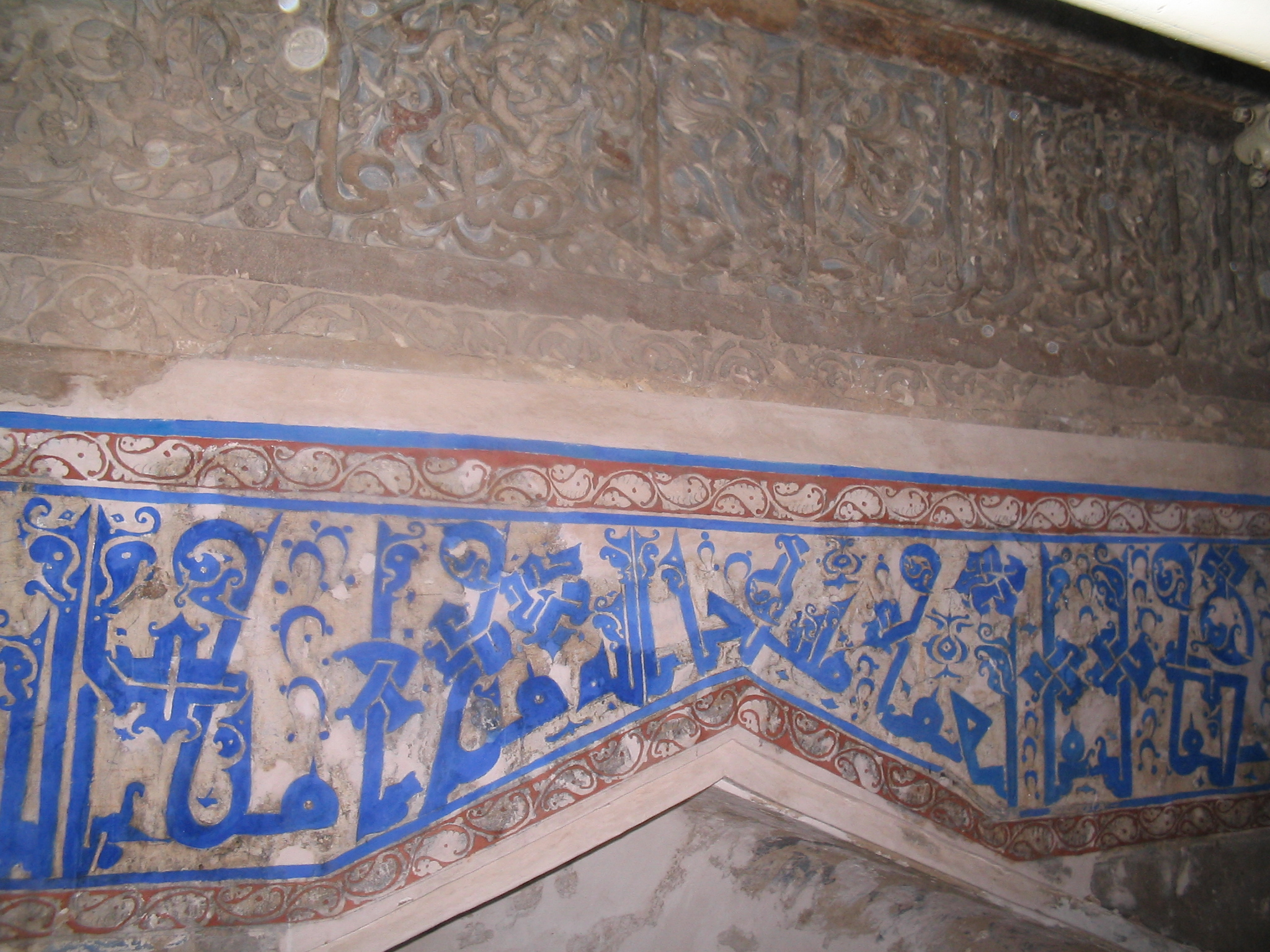
نمای درونی

این بنا دارای کتیبهای به خط ثلث مزین به نگاره‌های گیاهی (سنه۵۸۵ ه‍.ق) در پای فیلپوشها و کتیبه به خط نسخ بر فراز محراب (سنه۴۱۳ ه‍.ق) همراه با ترنجهای درهم بافته شده گچی و سطوح زیبا با طرحهای آجرچینی است.
بنا بر تحقیقات انجام یافته بنای مسجد جامع با استفاده از مصالح بنایی قدیمی، در تاریخ ۴۱۳ ه‍.ق احداث گردیده است. بنا از سه قسمت اصلی گنبد خانه و شبستان در اضلاع شرقی و غربی تشکیل یافته است که بعد از گذشت زمان و بر اثر عوامل طبیعی و غیرطبیعی تخریب گردید، و در تاریخ ۵۷۵ ه‍.ق مورد مرمت و باسازی قرار می‌گیرد. در حین گمانه زنی یک لایه از خاکستر همراه با زغال به قطر ۴ سانتی‌متر بدست آمد که نمونه‌های آن جهت انجام آزمایش‌های کربن ۱۴ به آزمایشگاه مرکزی ارسال گردیده است.